# Kincs Gyula
Kincs Gyula (Zilah, 1859. augusztus 16. – Zilah, 1915. december 31.) református főgimnáziumi tanár, sajtótörténész, helytörténész, újságíró.

## Élete
Kincs Pál iparos és Ujvárosy Juliána fia. Középiskoláit szülővárosában, egyetemi tanulmányait Kolozsvárt végezte, ahol 1884-ben a történelemből és földrajzból, 1889-ben a klasszika filológiából tanári oklevelet nyert. 1883-ban a zilahi református főgimnáziumhoz segédtanárrá választatott, 1888-ban rendessé, 1897-ben igazgatóvá; ugyanezen intézetnél 1886-tól 1897-ig a könyvtár őre volt. Ady Endre tanára volt, lapjában ő jelentette meg Ady első verseit. Később is tartották a kapcsolatot, Ady számos írásában és versében megörökítette tanára emlékét (A vén diák üdvözlete, Kincs Gyula emlékére). Kincs összeállításában jelent meg a Szemelvények a görög lyra és a vele kapcsolatos magyar classicus költészet termékeiből (1901) című antológia, valamint ő szerezte az első magyar hírlapmonográfiát.
A Szilágynak keletkezésétől (1883. május 6.) 1895-ig belmunkatársa volt; cikkei: a vármegye kulturális, társadalmi s egyéb közügyeit tárgyaló vezércikkek, szépirodalmi, művelődéstörténeti tárcaközlések, nekrologok, könyvismertetések (VI. 1888. 45. sz. A Wesselényiek vármegyénk főispáni székén, stb.); programértekezései a zilahi ev. ref. collegium Értesítőjében (1890. A görög nyelv kérdése, 1894. A zilahi ev. ref. collegium régi magyar nyomtatványai, 1895., 1897. A zilahi ev. ref. collegiumi könyvtár története); a Magyar Könyvszemlében (1894. Comenius, Janua Linguae Latinae reserata aurea gyulafehérvári 1647. kiadása); a Pallas Nagy Lexikonában (XV. k. Szilágyvármegye története.)

## Munkái
- A Szilágy története. Zilah, 1896.
- A nagy Wesselényi és a zilahi gymnasium. Uo. 1896. (Ism. Századok 1897. 88. l., Erdélyi Múzeum 1897. 52. l.)
- Személynevek a görög lyra és a vele kapcsolatos magyar classicus költészet termékeiből. Görög-pótló kézikönyv a gymn. 6. oszt. számára; Seres Ny., Zilah, 1901

Szerkesztette a Szilágyot 1886. december 1-től 1888. december 25-ig és újra 1895 decembertől, s folyamatosan publikált a lapban.